# Schönbrunn
För andra betydelser, se Schönbrunn (olika betydelser).

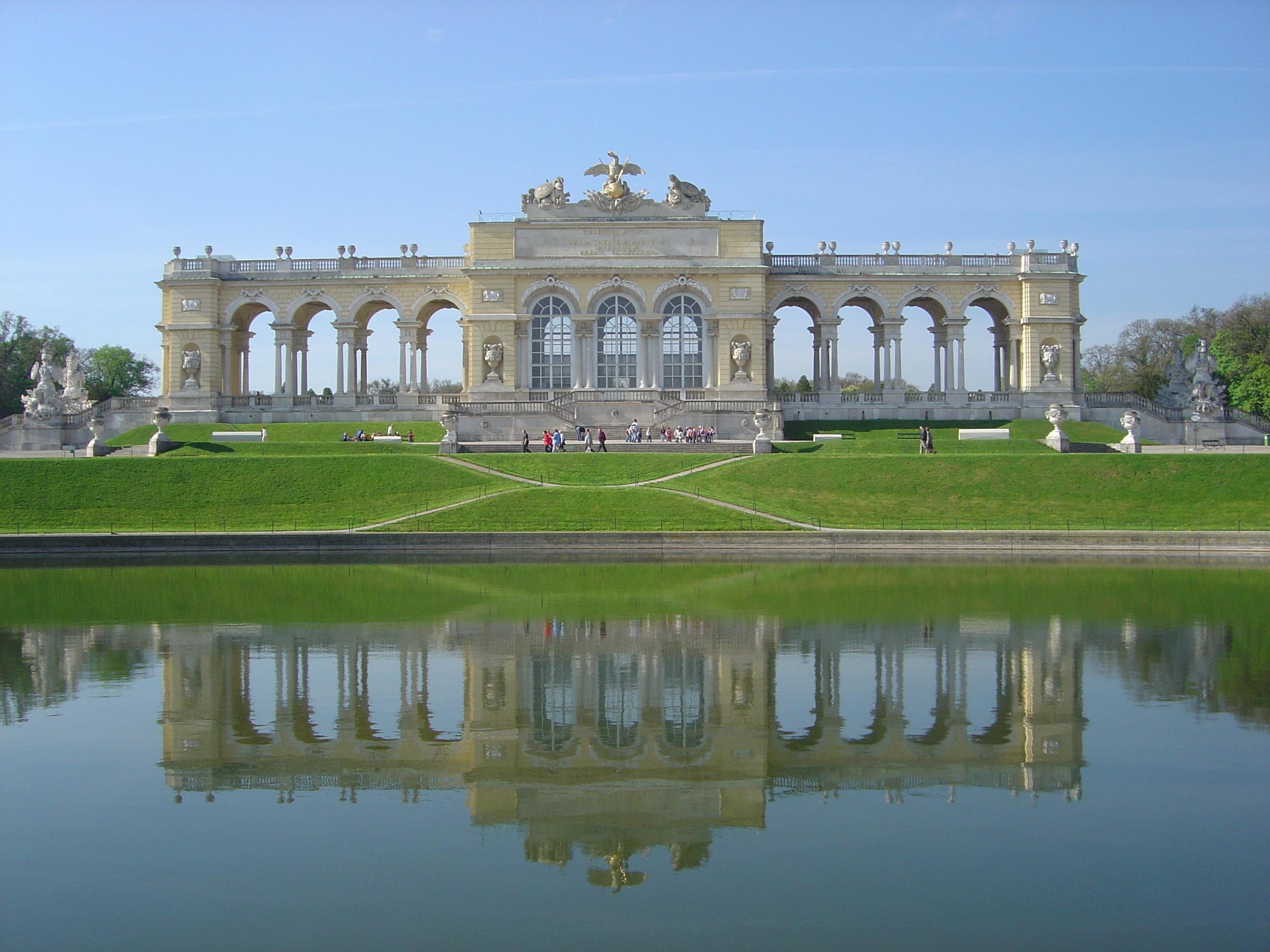
I slottsparken står Gloriette, byggd 1775.

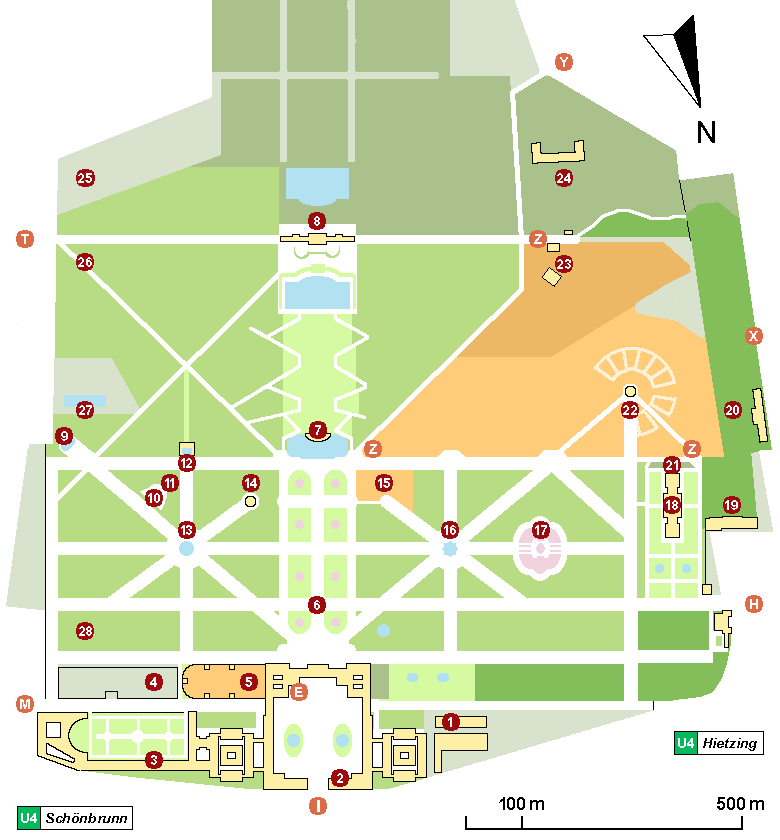
Översiktskarta över slottet och slottsparken.

Schönbrunn är ett före detta kejserligt lustslott sydväst om Wien som uppfördes i sin nuvarande form i början av 1700-talet. Det är ett av de mest betydande besöksmålen i Österrike och sedan 1960-talet den sevärdhet i Wien som har flest besökare. 
Slottet har en stor i fransk stil anlagd cirka 160 hektar stor park med bland annat växthus, djurpark, en brunn efter vilken slottet fått sitt namn och paviljongen Gloriette. 
Slottet har sedan monarkin avskaffandes 1918 ägts av förbundsrepubliken och sedan 1992 genom den statskontrollerade organisationen Schloss Schönbrunn Kultur- und Betriebsges.m.b.H. År 1996 blev slottet och den tillhörande trädgården upptaget på Unescos världskulturarvslista.

## Historia
Namnet kommer från den artesiska brunn som finns på platsen från vilken en vattenledning för dricksvatten till hovet. Detta ledde senare till att namnet Schönbrunn etablerades. Det äldsta belägget är från 1642 då det användes på en räkning för inköp av träd. Eleonora av Mantua, änka efter tysk-romerske kejsaren Ferdinand II tillbringade mycket tid på platsen och byggde ett palats och uppförde ett orangeri.
År 1687 gav Leopold I sin tronarvinge Josef I ett uppdrag i form av att bygga ett representativt nybygge. Johann Bernhard Fischer von Erlach (adlad 1696) gav 1688 ett pompöst förslag som skulle överträffa Versailles, men förslaget var däremot inte finansierbart. Detta gjorde att arkitekten i stället 1693 fick ett litet blygsammare projekt i uppdrag.
Karl VI var själv inte speciellt intresserad av Schönbrunn, men gav det till sin dotter Maria Teresia som började använda det som kejserligt sommarresidens, vilket Schönbrunn fortsatte att vara till 1918. Maria Theresia lät 1743-1749 hovarkitekten Nikolaus von Pacassi bygga om och bygga ut. Under denna tid försvann freskerna av Johann Michael Rottmayr, men samtidigt kom också det mesta av inredningen från Maria Theresias tid. Inredningen är ett ypperligt exempel på österrikisk rokoko. Vid sidan av slottet befinner sig också slottsteatern som öppnades 1747 och där bland andra Joseph Haydn uppträdde.
Det var sommarslott för kejserliga ätten Habsburg av Österrike. De mest bekanta personligheterna som bott här är kejsarinnan Maria Theresia, berömd för sina 12 barn, och kejsarparet Franz Josef av Österrike och hans fru Sisi (Elisabeth av Bayern). En annan kändis var ärkehertigen (kronprinsen) Frans Ferdinand av Österrike, som sköts 28 juni 1914 vilket inledde första världskriget, och kejsardömets fall. En något tragisk barndom tillbringade här också Napoleon I:s son Napoleon II efter faderns fängslande. 
Det var även på detta slott, närmare bestämt i ena festsalen, som en femårig pojke från Salzburg, Wolfgang Amadeus Mozart, höll sin första konsert.